# Tren ligero de Los Ángeles
El Tren Ligero de Los Ángeles es un sistema de ferrocarril metropolitano que opera en el Condado de Los Ángeles, California, Estados Unidos.  El sistema es parte de la red de transporte público operada por la Autoridad de Transporte Metropolitano del Condado de Los Ángeles (Metro de Los Ángeles por sus siglas en inglés), agencia gubernamental descendiente de la compañía Electric Pacific Railways que operaba un sistema de ferrocarril urbano hasta la mitad del siglo XX. Actualmente, la red del Tren Urbano de Los Ángeles cuenta con cinco líneas, 88,1 millas de carril, 82 estaciones, y aproximadamente 308.000 pasajeros cotidianios.

## Líneas actuales
- La Línea Azul es una línea de tren ligero que recorre la trayectoria desde el Centro de Los Ángeles a Long Beach.  Esta línea, que comenzó a operar en 1990, fue la primera de las líneas construidas por Metro de Los Ángeles.

- La Línea Verde es una línea de tren ligero cuya ruta queda principalmente en el centro de la autopista 105 (Century Freeway).  La línea recorre una trayectoria desde Redondo Beach hasta Norwalk con una estación cerca del Aeropuerto Internacional de Los Ángeles (LAX).  La línea comenzó a operar en el año 1995.

- La Línea Oro es una línea de tren ligero que recorre la trayectoria desde el Este de Los Ángeles hasta Pasadena, pasando por los distritos de Chinatown, Highland Park y la ciudad de South Pasadena.  La línea comenzó a operar en el año 2003. La segunda etapa de este línea comenzó a operar en el año 2009, y que recorre una trayectoria desde Union Station hasta el Este de Los Ángeles, pasando por el distrito de Little Tokyo y por la Plaza de Mariachi. La tercera etapa de esta línea se comenzó a construir en el año 2010 y recorrerá una trayectoria desde Pasadena hasta la ciudad de Azusa (California). Comenzó a operar en el año 2016.

- La Línea Expo o Línea Aqua es una línea de tren ligero cuya construcción comenzó en el año 2006.  La línea, que comenzó a operar en el año 2012, recorre una trayectoria desde el Centro de Los Ángeles hasta Culver City. La línea paso por el Parque de Exposiciones (que le da su nombre) y la Universidad del Sur de California. Una extensión de la línea hasta Santa Mónica comenzó a operar en el año 2016.

## Líneas y extensiones en el futuro
- La Línea Oro: En la cuarta etapa, este línea será extendido a la ciudad de Montclair (California).
- Un enlace entre la Línea Azul y la Línea Oro se comenzó construcción en el año 2014. Este enlace, que será abrir no antes del año 2020, recorrerá un trayecto desde Calle 7/Metro Center hasta Union Station vía la Segunda Avenida. Se construirán dos nuevas estaciones a Calle Hope y a Broadway. Adicionalmente, la estación Little Tokyo/Arts District serán reubicados a una nueva estación subterránea dentro la intersección de la Primera Avenida y la Avenida Central.
- La Línea Crenshaw será una línea de tren ligero se comenzó a construir en el año 2014 y recorrerá un trayecto desde El Segundo a Jefferson Park. En la primera etapa, este línea conectará la Línea Verde con la Línea Expo. La línea será abierta no antes de 2019.

## Enlaces externos

Líneas actuales, bajo construcción (en líneas sólidas) y planificadas (en líneas pintas) del Tren Ligero de Los Ángeles.